# Jelenino (powiat szczecinecki)
Jelenino – (do 1945 r. niem. Gellin), wieś w Polsce położona w województwie zachodniopomorskim, w powiecie szczecineckim, w gminie Szczecinek, przy drodze krajowej nr 20 Stargard Szczeciński - Szczecinek - Gdynia.
We wsi znajduje się murowany, neogotycki kościół pw. Niepokalanego Poczęcia N.M.P z 1887 roku. (Obiekt zabytkowy – nr rej. 1248 z 29.12.1998 r.). Na północ od centrum wsi leży przystanek kolejowy Jelenino.
W latach 1954–1968 wieś należała i była siedzibą władz gromady Jelenino, po jej zniesieniu w gromadzie Szczecinek. 
Zobacz też
- Jelenino